# Laetitia (planetoïde)
(39) Laetitia is een grote planetoïde in de planetoïdengordel tussen de banen van de planeten Mars en Jupiter. Laetitia heeft een onregelmatige vorm met afmetingen van 219 bij 142 km. Ze draait in 4,40 jaar om de zon, in een ellipsvormige baan. De afstand tot de zon varieert tussen de 2,394 en 2,977 astronomische eenheden. De baan maakt een hoek van ongeveer 5,5° ten opzichte van de ecliptica.

## Ontdekking en naamgeving
Laetitia werd op 8 februari 1856 ontdekt door de Franse astronoom Jean Chacornac. Chacornac ontdekte in totaal zes planetoïden, waarvan Laetitia de vijfde was.
Laetitia is genoemd naar Laetitia, een Romeinse godin en de personificatie van de vreugde.

## Eigenschappen
Laetitia wordt door spectraalanalyse ingedeeld bij de S-type planetoïden. S-type planetoïden hebben een relatief hoog albedo (en daarom een helder oppervlak) en bestaan grotendeels uit ijzer- en magnesiumhoudende silicaten en metalen. Laetitia draait in iets meer dan 5 uur om haar eigen as.